# Serbische Despoten
In der byzantinischen Welt war Despot oder Despotes (griechisch δεσπότης, despótes – Herrscher) der Titel eines Herrschers über ein kleineres, vom Kaiser zumindest nominell abhängigen Landes; auch Söhne des Kaisers wurden teilweise so tituliert. In der byzantinischen Liturgie wird der Priester vom Diakon bis heute als Despot angesprochen. Diese Titel sind neutral im Sinne von „Herrscher“ zu verstehen, ohne die heute übliche negative Bedeutung „Gewaltherrscher“, Despot. In der Hierarchie kam Despot nach dem höchsten Herrschertitel Autokrator und Basileus, in Byzanz die eigentlichen Kaisertitel, stand aber vor dem Sebastokrator und „Kaisar“ (Caesar). In Serbien war Despot mehr als ein Jahrhundert lang der höchste Herrschertitel.
In Serbien wurde der Titel von Despoten erstmals unter dem Zaren Stefan Dušan in Anlehnung an Byzanz vergeben. Bekannte Despoten aus jener Zeit waren Jovan Oliver, ein Heerführer Stefan Dušans, und Jovan Uglješa, der Bruder König Vukašins. Doch galten diese Despoten nicht als höchste Regierende Serbiens. Der erste serbische Despot im eigentlichen Sinne war Stefan Lazarević. 1402, nach der Schlacht bei Ankara und der Niederlage der Osmanen unter Sultan Bayezit I. gegen die Mongolen Tamerlans, an der Stefan Lazarević als osmanischer Vasall teilnehmen musste, machte er Halt in Konstantinopel, wo ihm der byzantinische Kaiser Johannes VII. den Despotentitel verlieh. Das war zumindest in der byzantinischen Welt eine Wertsteigerung des serbischen Staates, da Byzanz bis dahin die serbischen Fürsten und Könige lediglich als Sebastokratoren und Caesaren anerkannte, während es einen Stefan Dušan als Usurpatoren betrachtete.

## Serbische Despoten
- Stefan Lazarević, 1389–1427
- Đurađ Branković, 1427–1456
- Lazar Branković, 1456–1458

Das serbische Despotat 1422

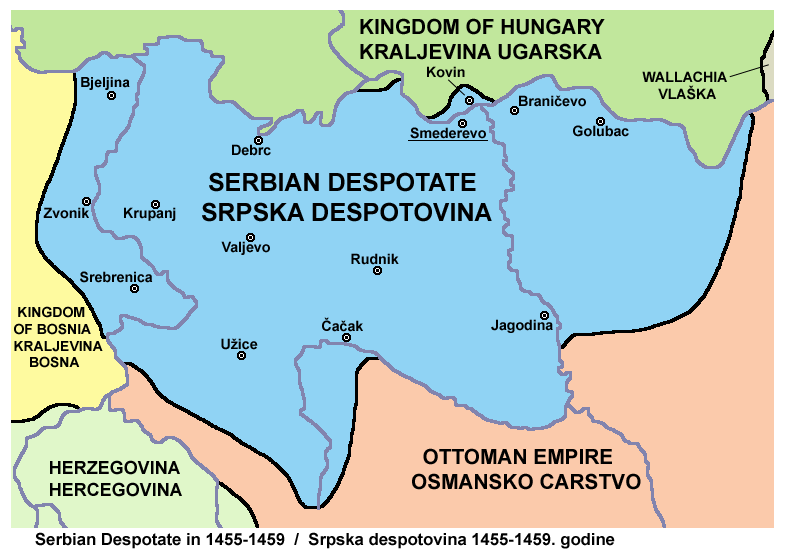
Das serbische Despotat 1455–1459

- Stefan Branković (Despot), 1458–1459
- Stjepan Tomašević, 1459

Im gleichen Jahr, als Stefan Branković entmachtet wurde, wurden auch die letzten Reste des mittelalterlichen Serbiens von den Osmanen erobert. Die Osmanen gaben an, Serbien besetzt zu haben bis Ruhe und Ordnung im Land einkehren sollten, danach würden sie Serbien verlassen. De jure gab es niemals eine offizielle Annexion Serbiens. Das christliche Europa betonte das, vor allem Ungarn bestand auf die Existenz des Königreichs Serbien (Raszien), welches von den Osmanen besetzt wäre. Dieses zeigte sich auch in der offiziellen Bezeichnung Serbiens als österreichische Provinz in der kurzen Zeit von 1718 bis 1739: „Militärkommandatur des Königreichs Serbien“. Als Folge dieser Überlegung und aus dem Bestreben, die eigene Grenze gegen osmanische Angriffe besser zu schützen, erneuerte der ungarische König Matthias Corvinus das serbische Despotat. Serbische Despoten bekamen Lehen in Ungarn, vorwiegend in Syrmien, wurden als Vasallen bzw. Untertanen ungarischer Könige als offizielle Herrscher des „besetzten“ Serbien tituliert und mussten an der Seite Ungarns an Kriegen und Kämpfen teilnehmen. Viele von diesen Despoten planten zwar eine Befreiung Serbiens, jedoch erfolglos. Sie waren zudem die höchsten Repräsentanten der in Ungarn lebenden Serben. Der erste serbische Despot in Ungarn war Vuk Grgurević.

## Serbische Despoten in der Vojvodina
- Vuk Grgurević, 1471–1485
- Đurađ Branković, 1486–1496
- Jovan Branković, 1496–1502
- Ivaniš Berislavić, 1504–1514
- Stefan Berislavić, 1520–1526
- Radič Božić, 1527–1528
- Pavle Bakić, 1528 (?) –1537
- Stefan Štiljanović, 1537–1540

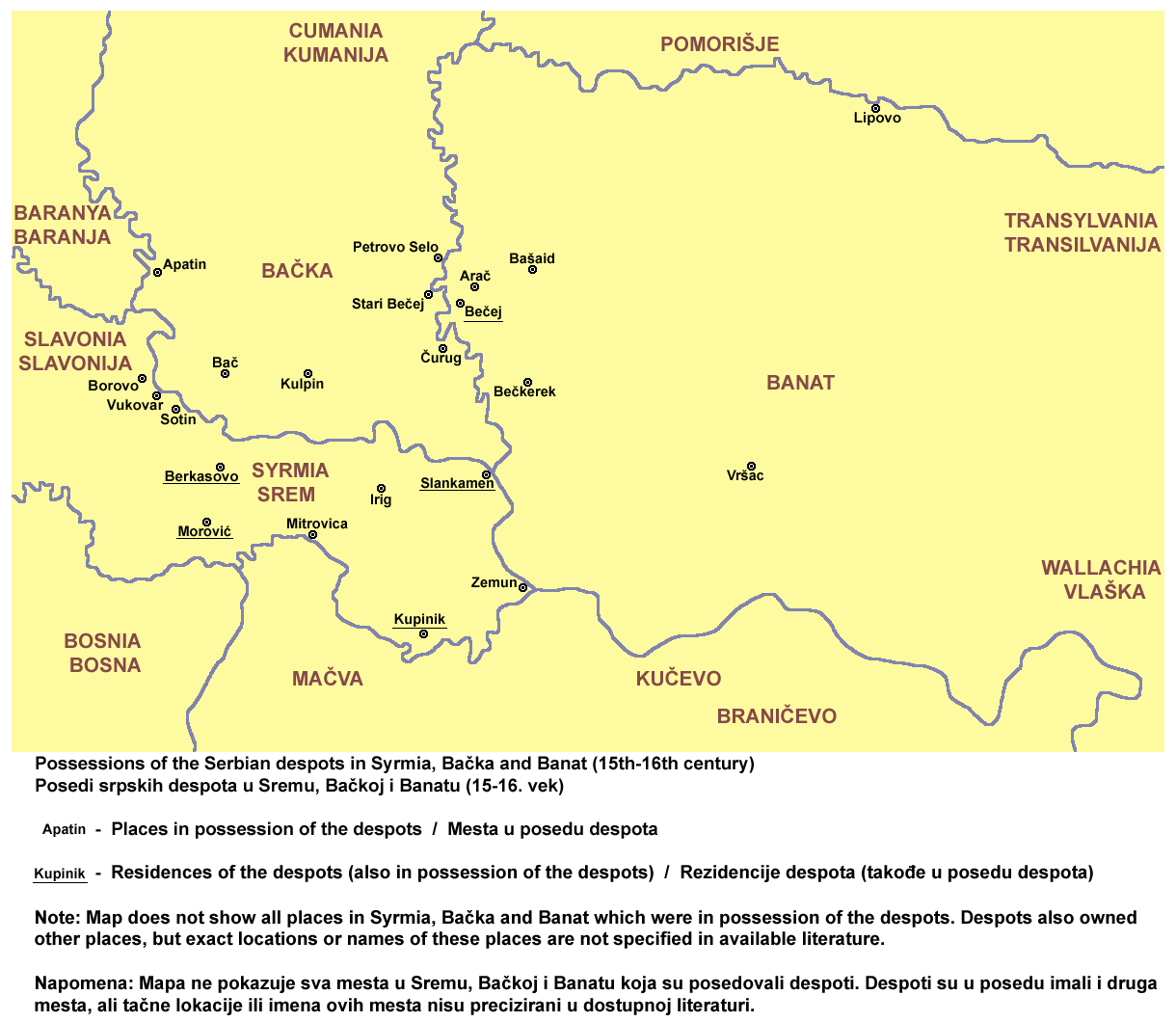

Der größte Teil Ungarns kam unter osmanische Herrschaft, wobei die noch nicht eroberten Teile entweder unter habsburgische Herrschaft kamen oder von Ungarn getrennt wurden und als Fürstentum Siebenbürgen unter osmanische Oberhoheit gestellt wurden. Die Eroberung Ungarns bedeutete auch das Ende für die serbischen Despoten. Aber mit ihnen war letztendlich der Grundstein gelegt für ein zukünftiges politisches Gebilde, die Vojvodina.